# Oreopanax nicaraguensis
Oreopanax nicaraguensis är en araliaväxtart som beskrevs av M.J.Cannon och Cannon. Oreopanax nicaraguensis ingår i släktet Oreopanax och familjen Araliaceae. Inga underarter finns listade.